# Frederic Thompson
Pour les articles homonymes, voir Frederick Thompson et Thompson.
Frederic Williams Thompson est un architecte, ingénieur, inventeur et showman américain né le 31 octobre 1873 et mort le 6 juin 1919. Il est connu pour la création d'attractions et l'un des premiers grands parcs d'attractions.

## Biographie
Frederic Thompson est né à Ironton, dans l'Ohio, le 31 octobre 1873,. Son père, Casey, a fait déménager sa famille en tant que directeur dans l'industrie sidérurgique à St. Louis, Missouri, Johnstown, en Pennsylvanie, Springfield, Illinois et Nashville, Tennessee. Frederic a suivi une formation de dessinateur d'architecture dans le bureau de son oncle et a étudié à l'école des Beaux Arts de Paris. Il a eu de nombreux emplois, y compris dessinateur, artiste et vendeur dans son propre commerce de matériaux de construction et de meubles,.
À 19 ou 20 ans, Thompson s'est rendu à Chicago et exerce plusieurs emplois à l'Exposition universelle de 1893. Il remporte un prix pour la conception d'un bâtiment pour le centenaire et l'exposition internationale du Tennessee de 1897 et conçoit également son premier manège, appelé le Giant See-Saw.
En 1896, il remporte un prix de 2500 $ lors d'un concours organisé par la ville de Nashville pour la conception de pavillons et de bâtiments pour la foire de la ville. Lors de cette foire, l'oncle de Thompson lui confie une attraction avec peu d'intérêt appelée Blue Grotto (une récréation en papier mâché de la Grotte Bleue de l'île de Capri). Au lieu d'embaucher des rabatteurs, il enregistre l'annonce sur un cylindre d'enregistrement Edison, qu'il diffuse à l'aide d'un phonographe, que peu de gens avaient vu à l'époque. L'attraction est sauvé grâce à cet ingénieux système qui attire suffisamment de curieux.
Lors de l'Exposition Trans-Mississippi de 1898 à Omaha, Thompson a conçu et exposé un diorama en mouvement (cyclorama) appelé Darkness and Dawn, sur le thème du paradis et de l'enfer. Il remporte un grand succès, au détriment d'une attraction similaire nommée The Mystic Garden créée par Elmer "Skip" Dundy.
En 1899, Thompson déménage à New York pour étudier à la Art Students League of New York et travaille sur des moyens d'améliorer son attraction. En postulant pour exposer à l'Exposition pan-américaine de 1901 à Buffalo (New York), Thompson découvre avec stupeur qu'un autre showman, Elmer S. Dundy, propose sa propre version piratée de Darkness and Dawn et utilise ses compétences en affaires pour empêcher Thompson d'obtenir une concession.
Au pied du mur, Thompson se rend compte que les talents de Dundy, combinés avec sa créativité leur permettrait d'accomplir de grande chose plutôt que de rester en compétition l'un contre l'autre. Il décide de conclure un accord avec Dundy pour devenir partenaires commerciaux, partageant les bénéfices de la gestion de plusieurs concessions, y compris Darkness and Dawn, son Giant See-Saw, l'attraction appelée Old Plantation, et une nouvelle attraction créée par Thompson ; A Trip to the Moon, inspirée du roman de Jules Verne De la Terre à la Lune. Les billets pour cette attraction populaire coûtaient 0,50 $ à l'époque, soit le double du prix des autres attractions de l'exposition. Il a été expérimenté par plus de 400 000 personnes avant sa fermeture le 2 novembre 1901. C'était le premier parcours scénique mécanique à propulsion électrique et l'une des premières attractions sur le thème spatial.
Thompson se rend à Coney Island sur l'invitation de George Tilyou, le propriétaire de Steeplechase Park. Tilyou avait repéré A Trip to the Moon et souhaitait proposer de nouveaux divertissements dans son parc. Un accord est signé et l'attraction A Trip to the Moon, le Giant See-Saw et plusieurs autres manèges sont installés pour la saison 1902. Cet implantation est un succès et attire les foules. Thompson s'installe à Coney Island et y achète une maison dans le quartier en plein développement de Bensonhurst.

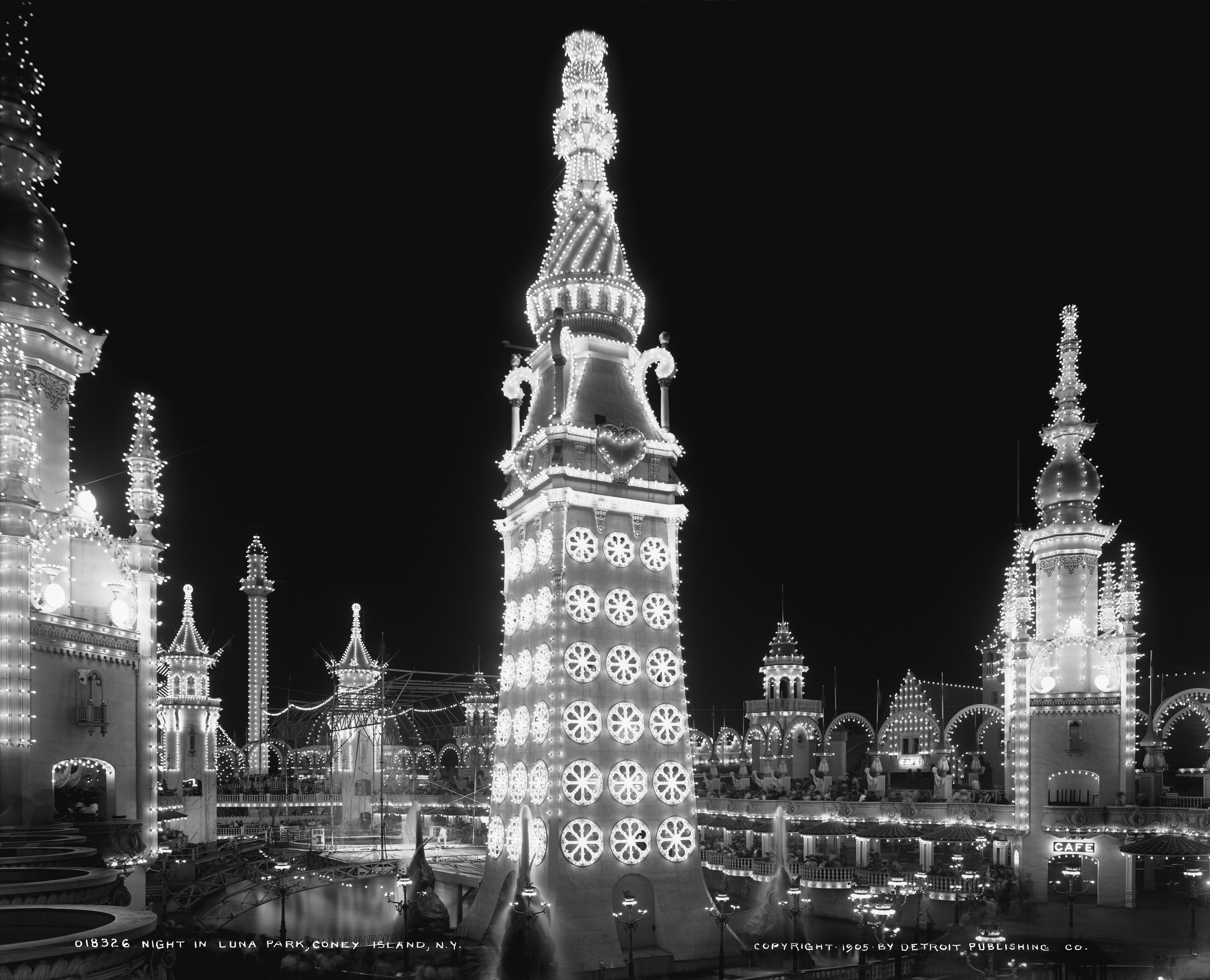
Photographie de Luna Park en 1905.

Le 13 août 1902, les journaux annoncent le rachat de Sea Lion Park par Thompson au propriétaire de l'époque Paul Boyton. Avec son partenaire Dundy, ils n'ont alors que 9 mois pour créer leur parc qu'ils nomment Luna Park,, en hommage au véhicule Airship Luna de l'attraction A Trip to the Moon, ainsi qu'au nom de la sœur de Dundy.
Thompson a élaboré les plans du parc et Dundy a réussi à collecter les fonds de 700 000 $ (bien qu'il ait annoncé qu'il était de 1 000 000 $) pour le payer. Ils rapatrient leur attraction phare et en créent de nouvelles comme 20,000 Leagues Under the Sea. Le parc ouvre officiellement le 16 mai 1903. En 1905, Thompson et Dundy ont construit un énorme stade couvert à Manhattan appelé l'Hippodrome.
En 1906, l'attention de Thompson se détourna de la gestion de son entreprise lorsqu'il épousa l'actrice de théâtre Mabel Taliaferro. Il mit ses efforts dans la productions de pièces dans lesquelles jouait sa femme comme dans Polly of the Circus, Springtime (1909) et le film Cendrillon (1911). Ils ont eu un enfant et ont divorcé en 1911. Dundy est mort en 1907, laissant à Thompson le soin d'essayer de gérer leurs exploitations, mais ruiné par son divorce d'avec Mabel en 1911 et en difficulté financière, Thompson a perdu Luna Park aux créanciers en 1912. Thompson a gardé le titre de directeur, mais est parti pour San Francisco peu de temps après pour concevoir et construire un parc d'attractions appelé Toyland. En 1913, il épouse Selene Wheat Pilcher,.
Frederic Thompson est présent à l'Exposition internationale de San Francisco Panama – Pacifique de 1915 avec un manège appelé The Grand Toyland, mais avec la guerre en Europe dans les actualités, le succès n'est pas au rendez-vous. Perdant de l'argent à la foire, il retourne à New York. Thompson souffre d'alcoolisme et de la maladie de Bright et après une opération chirurgicale (la cinquième sur une période de plusieurs années) il meurt à New York le 6 juin 1919 à l'âge de 45 ans,.